# Pola (singel)
Pola – piosenka i singel Muńka Staszczyka promujący album Syn miasta. Staszczyk napisał tekst, kompozycję stworzył Dawid Podsiadło, zaś produkcją muzyczną zajął się Bartosz Dziedzic. Singel ukazał się 3 czerwca 2019 pod marką wydawnictwa Agora.
Tytułowa Pola to alegoria Polski. Wideoklip powstał według scenariusza i reżyserii Katarzyny Sawickiej, a Polę zagrała Agata Buzek (obecna również na okładce singla).
Nagranie uzyskało status platynowej płyty.

## Notowania

### Listy airplay
| Autor                           | Notowanie     | Najwyższa pozycja |
| ------------------------------- | ------------- | ----------------- |
| Związek Producentów Audio-Video | AirPlay – Top | 8                 |

### Listy przebojów
| Autor                     | Notowanie                          | Najwyższa pozycja |
| ------------------------- | ---------------------------------- | ----------------- |
| Radio Szczecin            | Szczecińska Lista Przebojów        | 10                |
| Polskie Radio Program III | Lista przebojów Programu Trzeciego | 1                 |
| RMF FM                    | POPlista                           | 1                 |
| Radio PiK                 | Lista przebojów                    | 4                 |
| Antyradio                 | Turbo Top                          | 7                 |
| Wietrzne Radio            | Lista przebojów                    | 1                 |